# Megaselia crassivenia
Megaselia crassivenia är en tvåvingeart som beskrevs av Schmitz 1927. Megaselia crassivenia ingår i släktet Megaselia och familjen puckelflugor. Inga underarter finns listade i Catalogue of Life.